# ننتاکت (حوزه سرشماری)، ماساچوست
ننتاکت (به انگلیسی: Nantucket) یک منطقهٔ مسکونی در ایالات متحده آمریکا است که در نانتاکت واقع شده‌است. ننتاکت ۱۰٫۰ کیلومتر مربع مساحت و ۳٬۸۳۰ نفر جمعیت دارد و ۱۳ متر بالاتر از سطح دریا واقع شده‌است.